# Крым (фрегат, 1779)
«Крым» («Десятый») — парусный 44-пушечный фрегат Черноморского флота Российской империи.

## Описание судна
Парусный деревянный фрегат. Длина фрегата по сведениям из различных источников составляла 39 метров, ширина от 10,2 до 10,5 метра, а осадка от 3,6 метра. Вооружение судна состояло из 28-ми 12-фунтовых, двенадцати 6-фунтовых и четырёх 3-фунтовых орудий.

## История службы
Фрегат был заложен на Новохопёрской верфи и после спуска на воду в 1779 году вошел в состав Азовского флота под именем «Десятый».
Весной 1782 года переведен в Таганрог, а 3 октября из Таганрога пришёл в Еникале. С 12 октября того же года выходил в крейсерство к берегам Крыма. 
26 апреля 1783 года покинул Керчь в составе эскадры вице-адмирала Ф. А. Клокачева и ко 2 мая прибыл в Ахтиарскую бухту. В этом же году вошёл в состав Черноморского Флота и 18 мая был переименован в «Крым».
Вновь выходил в крейсерство к крымским берегам в октябре 1783 года, а на зимовку вернулся в Ахтиарскую бухту. С 1784 по 1786 год находился в Севастополе. 
Принимал участие в русско-турецкой войне. Вошёл в состав эскадры контр-адмирала графа М. И. Войновича, которая 31 августа 1787 года вышла из Севастополя на поиск судов противника. 8 сентября корабли эскадры попали в сильный пятидневний шторм в районе мыса Калиакра. В первую ночь шторма фрегат «Крым» со всем экипажем пропал без вести.

## Командиры фрегата
Командирами судна в разное время служили:
- А. В. Тверитинов (1779—1781 годы и с 1783 по март 1787 года).
- И. М. Берсенев (1782 год).
- Н. Ф. Селиверстов (с марта 1787 года).